# كورنيليوس غالاغير
كورنيليوس غالاغير (بالإنجليزية: Cornelius Edward Gallagher)‏ هو محامي وسياسي أمريكي، ولد في 2 مارس 1921 في الولايات المتحدة، وتوفي بنفس المكان في 17 أكتوبر 2018 بسبب سرطان. حزبياً، نشط في الحزب الديمقراطي. انتخب عضو مجلس النواب الأمريكي.